# Référendum brésilien de 2005
Le référendum brésilien de 2005 a lieu le 23 octobre 2005 au Brésil. La population est amenée via ce référendum national à se prononcer sur une loi sur le contrôle des armes à feu.
Le projet est rejeté à une large majorité.

## Description
Le référendum a pour but de valider la révision de l'article 35 de la loi brésilienne sur le désarmement (pt) (Estatuto do Desarmamento en portugais), afin d'aboutir à l'interdiction de la vente d'armes à feu et de munitions aux civils sur l'ensemble du territoire national,. 
La loi fédérale n° 10826 est adoptée par le Congrès le 22 décembre 2003. Elle vise à durcir la législation concernant l'enregistrement, le port et le commerce des armes à feu au Brésil,. Elle comporte une série de mesures visant à contrôler la vente et la détention d'armes à feu, et à interdire le port d'arme pour tous à l'exception des forces de l'ordre.

## Résultats
| Choix                  | Votes       | %     |
| ---------------------- | ----------- | ----- |
| Pour                   | 33 333 045  | 36,06 |
| Contre                 | 59 109 265  | 63,94 |
|                        |             |       |
| Votes valides          | 92 442 310  | 96,92 |
| Votes blancs           | 1 329 207   | 1,39  |
| Votes invalides        | 1 604 307   | 1,68  |
| Total                  | 95 375 824  | 100   |
| Abstention             | 26 666 791  | 21,85 |
| Inscrits/Participation | 122 042 615 | 78,15 |

Le commerce des armes et des munitions doit-il être interdit au Brésil ?
| Pour 1 000 (36,06 %) |  |  | Contre 1 000 (63,94 %) |
| ▲                    |  |  |                        |
| Majorité absolue     |  |  |                        |

## Analyse

Résultats du Oui dans chaque État.

Alors que les sondages prévoyaient une victoire du « oui », soit la validation de l'interdiction, c'est le « non » qui l'emporte avec un total de 63,94 % des voix.